# Metriocnemus canus
Metriocnemus canus är en tvåvingeart som beskrevs av Freeman 1954. Metriocnemus canus ingår i släktet Metriocnemus och familjen fjädermyggor. Inga underarter finns listade i Catalogue of Life.